# Нарбут, Даниил Георгиевич

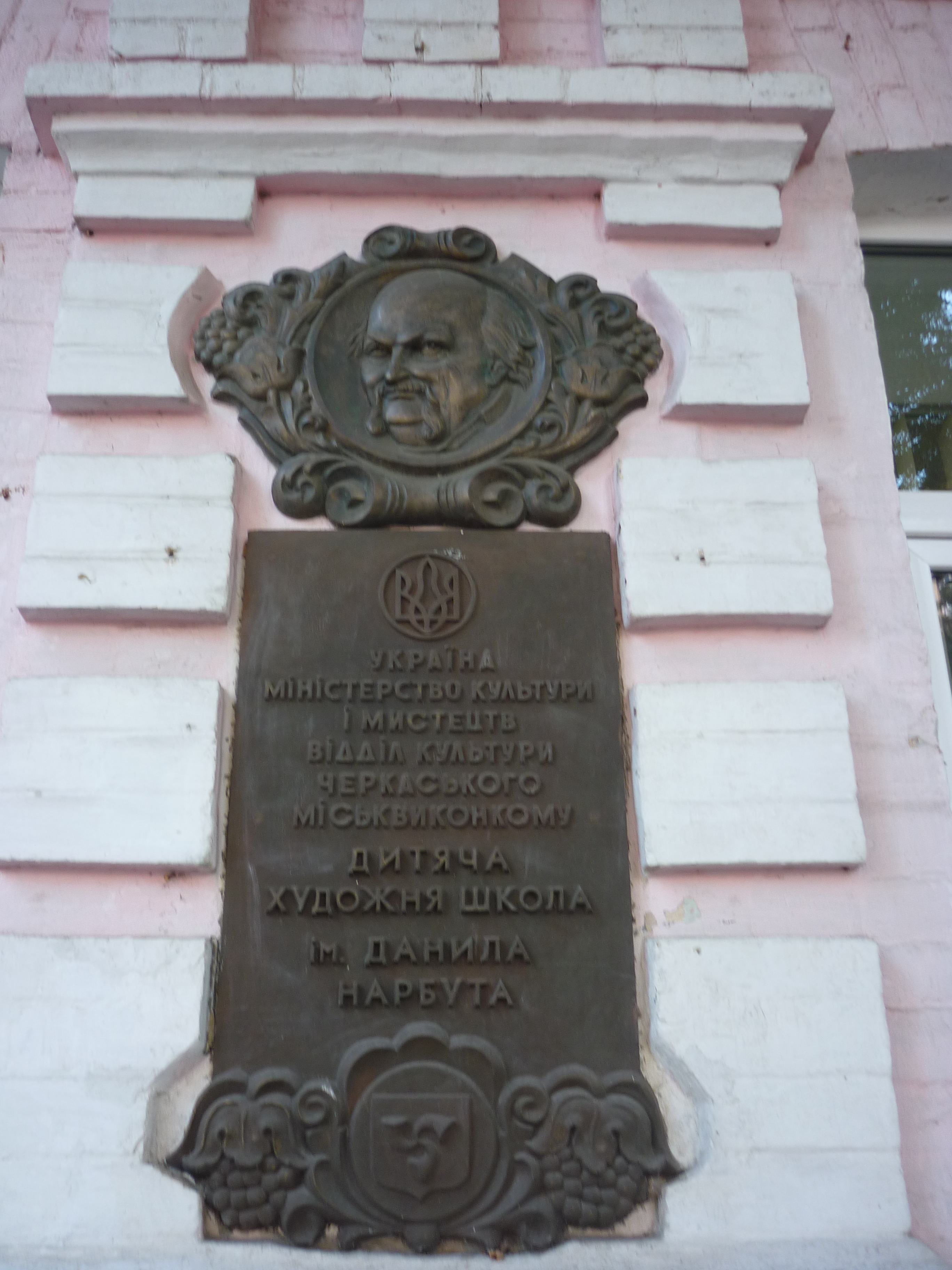
Мемориальная доска на здании детской художественной школы им. Д. Нарбута в Черкассах

Даниил (Данило) Георгиевич Нарбут (укр. Дани́ло Гео́ргійович На́рбут; 9 [22] января 1916, Петроград, Российская империя — 2 марта 1998, Черкассы, Украина) — советский и украинский театральный художник, живописец. Народный художник Украины (1994). Лауреат Государственной премии Украины им. Тараса Шевченко (1996).

## Биография
Родился 9 (22) января 1916 года в Петрограде в семье известного художника Г. И. Нарбута.
С 14 лет работал в декоративной мастерской КУАТОБ имени Т. Г. Шевченко.
В 1933—1935 годах обучался на Всесоюзных курсах театральных художников при Ленинградском институте живописи, скульптуры и архитектуры. Ученик Ф. Г. Кричевского и А. В. Хвостенко-Хвостова.
В 1936 году незаконно репрессирован. После 2-х лет заключения в лагерях на Беломорканале был освобождён и работал в театрах Ейска и Златоуста.
С 1939 года добровольцем участвовал в финской войне. Участник Великой Отечественной войны. Попал в плен. Находясь в оккупации, работал главным художником Киевского цирка, художником-консультантом Киевского театрального музея, позже художником в Житомирском, Черновицком и Черкасском театрах. Вместе с женой идеолога украинского национализма Д. И. Донцова Марией участвовал в постановке трех пьес в Ковеле. После того, как немецкая оккупационная власть обвинила постановки Ковельского театра в антигерманских настроениях, возглавил сотню УПА, воевал против фашистов и польской Армии Крайовой.
На протяжении своей сознательной жизни считал себя убежденным украинским националистом. После 1990 года — член УНА-УНСО.
После окончания войны — главный художник Ивано-Франковского театра (с 1961). С 1965 года жил и работал в Черкассах. Сначала работал художником в Черкасском академическом музыкально-драматическом театре им. Тараса Шевченко, а затем ушел на пенсию и много рисовал.
Умер 2 марта 1998 года в Черкассах.

## Творчество
Творчество Д. Г. Нарбута базировалось на мотивах украинской истории и этнографии. Много работал в области театральной сценографии и народного костюма.
Автор серии картин «Киевская Русь» (1980—1989), «На Черкасском базаре», «Мои друзья, мои учителя», серии портретов «Гетманы Украины» (1992—1995).
Художественное наследие Д. Нарбута находится ныне во многих музеях Украины и частных коллекциях в Австралии, Бельгии, Германии. Самая большая коллекция работ (около 300 полотен)разных периодов творчества принадлежит семье художника, включая последнюю серию работ «Цветы Украины».

## Награды и премии
- Орден Отечественной войны II степени (06.04.1985)
- Медаль «За победу над Германией в Великой Отечественной войне 1941—1945 гг.»
- Народный художник Украины (29.04.1994)
- Государственная премия Украины имени Тараса Шевченко (1996) — за серию портретов «Гетманы Украины», «Сподвижники Богдана Хмельницкого» и картины «Выборы кошевого», «Покрова Богородицы», философско-историческое полотно «Страшный суд».
- Почётный гражданин города Черкассы